# Спартак (Єрмекеєвський район)
Спарта́к (рос. Спартак, башк. Спартак) — село у складі Єрмекеєвського району Башкортостану, Росія. Адміністративний центр Спартацької сільської ради.
Населення — 924 особи (2010; 932 в 2002).
Національний склад:
- росіяни — 53 %